# サルヴァトーレ・エスポージト (2000年生のサッカー選手)
サルヴァトーレ・エスポージト（Salvatore Esposito, 2000年10月7日 - ）は、イタリア・カステッランマーレ・ディ・スタービア出身のサッカー選手。スペツィア・カルチョ所属。イタリア代表。ポジションはMF。

## 経歴

### クラブ
2014年から弟と共にインテルの下部組織で育ち、2018年1月に50年振りにセリエAに参戦しているSPALの下部組織にレンタル移籍。シーズン終了後の6月29日に完全移籍でSPALに加入した。
2019年1月9日、セリエCのラヴェンナにシーズン終了までのレンタル移籍で加入した。1月22日に行われた第22節トリエスティーナとの試合で後半開始とともに交代出場してプロとしてのデビューをすると、後半アディショナルタイムに同点ゴールとなるフリーキックを決め、プロ初得点も記録した。3月17日に行われた第31節のリミニとのダービーでも、25分に決勝点となるフリーキックを決めた。
2019年7月11日、12年ぶりにセリエBに降格したキエーヴォに、買取りオプション及びSPALの買戻しオプション付きのレンタル移籍で加入した。第9節のコゼンツァ戦でフリーキックを直接沈め、セリエBでの初ゴールを記録した。
2020-21シーズンはセリエBに降格した所属元のSPALに戻ると、9月25日に弟のセバスティアーノもインテルからのレンタルでSPALに加入することが発表された。
2023年1月6日、セリエAのスペツィアに買取り義務付きのレンタル移籍で加入した。

### 代表
2022年5月20日、イタリア代表を率いるロベルト・マンチーニは24日から26日にかけてコヴェルチャーノで行う若手選手のトレーニングキャンプに参加する53名を発表。エスポージトもそのメンバーに選出された。キャンプが終了した26日、翌月に試合を控えて既に23日に発表されていたイタリア代表のメンバーにエスポージトを含む8名が追加選出され、これが自身にとってイタリア代表への初選出となった。6月11日にアウェイのモリニュー・スタジアムで行われたUEFAネーションズリーグ2022-23のイングランド代表との試合で、0-0と引き分けているなか後半20分からロレンツォ・ペッレグリーニに代わって出場しデビュー。試合はこのまま引き分けで終了したが、SPAL所属時にイタリア代表の試合に出場した史上4人目の選手となり
、またセリエAでのプレー経験がない中でイタリア代表にデビューした史上8人目の選手となった。

## 人物
弟のセバスティアーノとフランチェスコ・ピーオも共にインテルの下部組織出身のプロサッカー選手である。